# John Refoua
John Refoua (New York, 8 dicembre 1964 – 14 maggio 2023) è stato un montatore statunitense, noto per aver ricevuto nel 2010 la candidatura all'Oscar per Avatar.

## Biografia
Refoua, dopo aver studiato all'Oberlin College dal 1976 al 1980 e aver conseguito la laurea in economia all'età di 19 anni, iniziò a lavorare nell'industria televisiva nel 1990, come assistente montatore in due episodi della serie televisiva I segreti di Twin Peaks.
In seguito lavorò spesso con i registi James Cameron e Antoine Fuqua.

## Filmografia

### Cinema
- Ghosts of the Abyss, regia di James Cameron (2003)
- Balls of Fury - Palle in gioco (Balls of Fury), regia di Robert Ben Garant (2007)
- Reno 911!: Miami, regia di Robert Ben Garant (2007)
- Avatar, regia di James Cameron (2009)
- Safe House - Nessuno è al sicuro (Safe House), regia di Daniel Espinosa (2012)
- Un compleanno da leoni (21 & Over), regia di Jon Lucas e Scott Moore (2013)
- Attacco al potere - Olympus Has Fallen (Olympus Has Fallen), regia di Antoine Fuqua (2013)
- The Equalizer - Il vendicatore (The Equalizer), regia di Antoine Fuqua (2014)
- Southpaw - L'ultima sfida (Southpaw), regia di Antoine Fuqua (2015)
- I magnifici 7 (The Magnificent Seven), regia di Antoine Fuqua (2016)
- Transformers - L'ultimo cavaliere (Transformers: The Last Knight), regia di Michael Bay (2017)
- Geostorm, regia di Dean Devlin (2017)
- Avatar - La via dell'acqua (Avatar: The Way of Water), regia di James Cameron (2022)

### Televisione
- I segreti di Twin Peaks (Twin Peaks) - serie TV, 2 episodi (1990) - assistente
- Le avventure di Brisco County Jr. (The Adventures of Brisco County, Jr.) - serie TV, 1 episodio (1993)
- Il tocco di un angelo (Touched by an Angel) - serie TV, 1 episodio (1994)
- Pericolo estremo (Extreme) - serie TV, 1 episodio (1995)
- Roar - serie TV, 4 episodi (1997)
- New York Undercover - serie TV, 17 episodi (1995-1997)
- Law & Order - I due volti della giustizia (Law & Order) - serie TV, 1 episodio (1998)
- Soul Food - serie TV, 1 episodio (2000)
- Ally McBeal - serie TV, 1 episodio (2002)
- Dark Angel - serie TV, 16 episodi (2000-2002)
- Reno 911! - serie TV, 4 episodi (2006-2007)
- CSI: Miami - serie TV, 34 episodi (2002-2011)
- Sleepy Hollow - serie TV, 1 episodio (2013)
- The Whispers - serie TV, 1 episodio (2015)

## Riconoscimenti
- 2009 - Phoenix Film Critics Society Awards[4]
  - Miglior montaggio per Avatar
- 2010 - Premi Oscar[2]
  - Candidatura all'Oscar per il miglior montaggio per Avatar
- 2010 - British Academy Film Awards[5]
  - Candidatura per il miglior montaggio per Avatar
- 2010 - American Cinema Editors[6]
  - Candidatura come miglior montatore in un film drammatico per Avatar